# 大里 (芝山町)
大里（おおさと）は、千葉県山武郡芝山町の大字。郵便番号は282-0034（成田国際空港内）、289-1603（その他）。

## 地理
芝山町の西部に位置する。周辺の菱田、飯笹、喜多大原、喜多（香取郡多古町）、小原子、飯櫃、岩山、東三里塚（成田市）、香山新田と隣接する。
西側の区域の一部が成田国際空港の貨物地区に含まれる。

## 歴史
芝山町編入前は千代田村、大里村に属していた。

## 世帯数と人口
2017年（平成29年）4月1日現在の世帯数と人口は以下の通りである。
| 大字 | 世帯数  | 人口  |
| ---- | ------- | ----- |
| 大里 | 288世帯 | 722人 |

## 小・中学校の学区
町立小・中学校に通う場合、学区は以下の通りとなる。
| 地域 | 小学校                              | 中学校             |
| ---- | ----------------------------------- | ------------------ |
| 全域 | 芝山町立東小学校 芝山町立菱田小学校 | 芝山町立芝山中学校 |

## 施設
- 芝山町立東小学校
- 千代田郵便局
- 第二保育所
- 稲荷神社
- 普賢院
- 菊利神社
- 承天寺
- 春日神社
- 延命院
- JA山武郡市千代田支所

## 交通

### 道路
- 国道296号（岩山、喜多方面）
- 千葉県道62号成田松尾線（菱田、東三里塚・岩山方面）
- 千葉県道106号八日市場佐倉線

### バス
- ジェイアールバス関東（東関東支店）多古本線 - 八日市場駅～多古台バスターミナル～成田空港～成田駅
  - （菱田） - 住母家 - 千代田 - 空港南口 - （航空博物館北（東三里塚））
- 成田空港交通・博物館線 - 成田空港～航空科学博物館～南三里塚
  - （芝山千代田駅（香山新田）） - 整備地区 - 南部貨物地区 - （航空博物館北（東三里塚））
- 成田空港交通・南部線 - 成田空港～航空科学博物館入口～にしてつ
  - （臨空ビル前香山新田） - 南部貨物地区 - （南部物流（岩山））
- ジェイアールバス関東（東関東支店）・千葉交通（成田営業所、銚子営業所）高速バス - 八日市場駅・匝瑳市役所ルート
  - （岩山） - 白桝 - （染井）